# Mike Mansfield
Mike Mansfield, né le 16 mars 1903 et mort le 5 octobre 2001, est un homme politique américain. 

## Carrière
Il est de 1953 à 1977 le sénateur démocrate du Montana. 
En 1961, il succède à Lyndon Johnson comme leader des démocrates au Sénat, poste qu'il occupe jusqu'à la fin de son mandat en 1977.
Il est ambassadeur des États-Unis au Japon entre 1977 et 1988.